# Favell Lee Mortimer

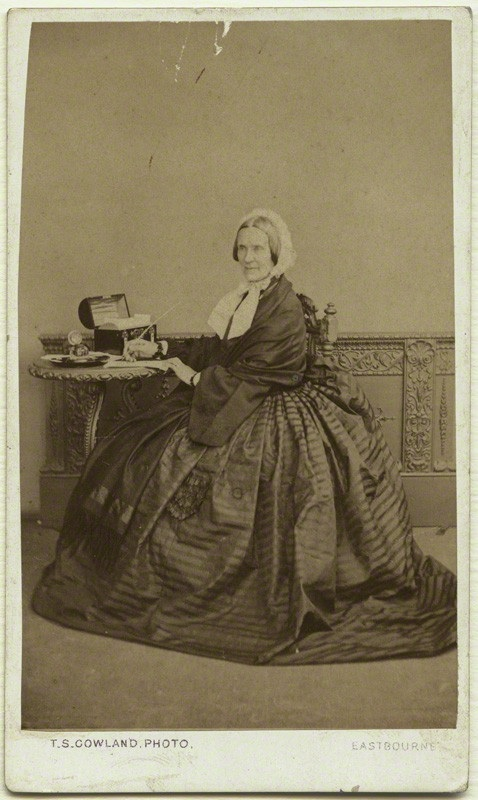
Favell Lee Mortimer

Favell Lee Mortimer (* 14. Juli 1802 in London; † 22. August 1878, gebürtige Favell Lee Bevan) war eine englische Autorin von Sachbüchern für Kinder.

## Leben
Favell Lee Mortimer wurde am 14. Juli 1802 am Russell Square in London als eine von fünf Töchtern David Bevans geboren. David Bevan war einer der Mitbegründer des Bankhauses Barclay, Bevan & Co. Trotz ihrer Erziehung als Quäkerin begann sie mit 25 Jahren gemeinsam mit dem späteren Kardinal Henry Manning die Bibel zu studieren. Für Henry Manning hegte sie lange Zeit heftige romantische, aber unerwiderte Gefühle. Später konvertierte sie zum evangelikalen Glauben. 1841 heiratete sie Reverend Thomas Mortimer, der ihr ein grausamer Ehemann war. Nachdem sie nach Broseley umgezogen war, verbrachte sie die meiste Zeit bei ihrem Bruder, um sich vor den Wutausbrüchen ihres Gatten zu schützen. Sie hatte einen Adoptivsohn namens Lethbridge Charles E. Moore. Ihr Ehemann verstarb 1850. Favell Lee Mortimer widmete sich als Witwe vor allem der Arbeit mit Waisenkindern und Armen. Sie starb im August 1878 im Alter von 76 Jahren. Ihre letzten 16 Jahre lebte sie in West Runton im „Rivulet House“ an der Ecke Cromer Road-Water Lane, ihre Grabstätte befindet sich in Sheringham.

## Werk
Favell Lee Mortimer veröffentlichte 16 Sachbücher für Kinder. Am Ende des 19. Jahrhunderts waren von ihrem ersten und populärsten Werk The Peep of Day bereits eine Million Exemplare verkauft. The Peep of Day wurde in 38 Sprachen herausgegeben. Im 19. Jahrhundert war Mortimer als Autorin sehr populär und erfolgreich. Als Mädchen besuchte Favell Mortimer einmal Brüssel und Paris, als Witwe Edinburgh. Obwohl sie England also nur zweimal in ihrem Leben verlassen hatte, schrieb sie drei Geografiebücher, unter anderem The Countries of Europe Described. Sie nutzte gedruckte Quellen und der Inhalt ihrer Werke über Geografie war in erster Linie eine Sammlung der damals üblichen Vorurteile über die Länder der Welt und deren Menschen. So schrieb sie zum Beispiel über China, wo „es ganz gewöhnlich ist, auf den Straßen über die Leichen von Babys zu stolpern“.
Innovativ ist Mortimers Reading Disentangled aus dem Jahr 1834, ein Werk mit einer Reihe illustrierter Karten, die man als die ersten Illustrationstafeln der Geschichte bezeichnet hat.
Ihre Werke wurden zu Beginn des 20. Jahrhunderts nicht mehr aufgelegt, weil man ihre Art zu schreiben aus politischen Gründen als nicht mehr angemessen erachtete. Zudem erschienen ihre Werke anonym und nach The Peep of the Day unter dem „Pseudonym“ the author of the peep of the day und so geriet die Autorin vorübergehend in Vergessenheit. Heute ist eine Reihe ihrer Werke wieder als Druckausgaben erhältlich.

## Persönlichkeit
Favell Lee Mortimers Neffe Edwyn Bevan beschrieb sie 1933 in einem Artikel in der Londoner Times zum hundertjährigen Jubiläum von The Peep of Day folgendermaßen: „Als ganzes kann man ihr Leben kaum glücklich nennen.“ In der Biographie Mortimers, die ihre Nichte Louisa Clara Meyer 1901 verfasste, liest man: „Ihr Arzt sagte, sie sei die einzige Person, die er je kennengelernt habe, die zu sterben wünschte.“ Am Ende ihres Lebens entwickelte Favell Mortimer sehr exzentrische Eigenheiten. So wollte sie beispielsweise einem Esel das Schwimmen beibringen und sie grub ein Lamm im Sand ein, um sein Fell zu trocknen.

## Kritik am Werk Favell Lee Mortimers
Todd Pruzan sieht Favell Lee Mortimer in einer Reihe mit evangelischen Schriftstellern seit Anfang des 18. Jahrhunderts, „die Glück und Erlösung durch die völlige Unterwerfung unter Gott versprachen“. Meena Khorana, Professorin für Englisch und Jugendliteratur, sagte: „Sie war sehr extrem, sehr didaktisch … ohne Kunstverstand … Mrs. Mortimers Texte lesen sich wie gesprochene Anweisungen an Kinder, hauptsächlich mit dem Ziel, ihnen einen Schrecken einzujagen.“

## Werke
- Reading Disentangled, 1834
- The peep of day, or, A series of the earliest religious instruction the infant mind is capable of receiving, 1836
- Line upon Line, 1837
- More about Jesus, 1839
- Near Home, or, The Countries of Europe Described, George Appleby & Sons, New York 1852
- Far Off: Asia and Australia Described, Hatchard & Co, London 1852
- Far Off Part II, Africa and America Described, Hatchard & Co, London 1854
- Reading without Tears, 1857

## Aktuelle Buchausgaben
- The Peep of Day: A Family Devotional Guide to the Bible (Taschenbuch), Verlag: Kessinger Pub Co, 2004, ISBN 978-1-4191-4663-3
- Favell Lee Mortimer, Todd Pruzan: Die scheußlichsten Länder der Welt, Mrs. Mortimers übellauniger Reiseführer, Verlag: Malik, 2007, ISBN 978-3-89029-326-4
- Louisa Clara Meyer, Favell Lee Bevan, Frederick Brotherton Meyer: Biographie The Author of the Peep of Day. Being the life story of Mrs. Mortimer, etc. With plates, including portraits